# 辻褄
| ウィキペディアには「辻褄」という見出しの百科事典記事はありません（タイトルに「辻褄」を含むページの一覧/「辻褄」で始まるページの一覧）。 代わりにウィクショナリーのページ「つじつま」が役に立つかもしれません。 |